# Cyathostemma yunnanense
Cyathostemma yunnanense Hu – gatunek rośliny z rodziny flaszowcowatych (Annonaceae Juss.). Występuje naturalnie w Wietnamie oraz południowej części Chin (w południowym Junnanie). 

## Morfologia
PokrójZimozielony krzew o pnących pędach. Dorasta do 5 m wysokości. Gałęzie są owłosione.
LiścieMają odwrotnie owalny kształt. Mierzą 14–20 cm długości oraz 6–9 cm szerokości. Nasada liścia jest zaokrąglona. Liść na brzegu jest całobrzegi. Wierzchołek jest od tępego do ostrego. Osadzone są na krótkim ogonku liściowym.
KwiatyZebrane w wierzchotki. Rozwijają się w kątach pędów. Są niepozorne. Działki kielicha mają nerkowaty kształt. Płatki mają odwrotnie owalny kształt i żółtozielonkawą barwę, osiągają do 7 mm długości.
OwoceZebrane po 2–10 tworząc owoc zbiorowy. Są soczyste. Mają czarnopurpurową barwę. Osiągają 2,5 cm długości i 1 cm szerokości.

## Biologia i ekologia
Rośnie w zaroślach. Występuje na wysokości do 1000 m n.p.m. Kwitnie od czerwca do lipca, natomiast owoce pojawiają się od sierpnia do września.